# Alida Hisku
Alida Hisku, född den 20 juni 1956 i Tirana i Albanien, är en albansk sångerska bosatt i Tyskland.
Hisku deltog redan i ung ålder i flertalet musiktävlingar. Vid 13 års ålder deltog hon för första gången i den albanska musiktävlingen Festivali i Këngës, där hon slutade på en andra plats. 1974 och 1975 deltog Hisku med låtarna "Vajzat e fshatit tim" respektive "Buka e duarve tona". Totalt deltog hon i Festivali i Këngës 10 gånger och vann tävlingen två av gångerna. År 1990 flyttade Hisku till Tyskland med sina två barn. År 2009 gav hon ut en självbiografi, på tyska, med titeln "Die Hofnärrin des Diktators".